# 莎妮·盧克之死
2023年10月7日，雷姆音樂節大屠殺發生後，22歲的德國裔以色列紋身師莎妮·妮可·盧克（希伯來語：שני ניקול לוק，2001年2月7日—2023年10月7日）失蹤。這宗事件引起公眾的關注，襲擊發生後不久，一段影片在社交媒體中廣泛傳播，影片顯示她似乎失去知覺，被哈馬斯武裝分子放在一輛皮卡車後面，並在加沙市街頭遊街示眾。安全專家和評論員描述該影片為哈馬斯的社群媒體宣傳，其成為2023年以色列—哈馬斯戰爭的首批相關廣為流傳的影片之一。在她母親里卡達向德國政府尋求幫助後，她的命運引起更多公眾關注。里卡達隨後表示，她收到消息稱洛克還活著，並且在加沙的一家醫院中。
據德國當局稱，她被視為戰爭期間被武裝份子劫持為人質的8名德國國民之一。2023年10月30日，以色列國防軍通知盧克的母親里卡達，在雷姆音樂節大屠殺現場的一塊頭骨碎片上鑑定出她女兒的DNA，表明她已於10月7日死亡。

## 背景
莎妮·盧克出生於2001年2月7日，其父為以色列人、母里卡達為德國人。盧克曾住在德國拉芬斯堡，並於1990年代初移居以色列。2000年代初，盧克和她的家人搬到美國俄勒岡州波特蘭，她在波特蘭猶太學院上幼兒園。她是特拉維夫居民，在那裡她是一名自由紋身師，並且在Instagram也擁有一眾追隨者。據盧克的姨母說，她持和平主義觀點，並以拒絕在以色列國防軍服役者身份而獲得兵役豁免，據稱這得益於她的雙重國籍。

## 失蹤
2023年10月7日，作為以色列—哈馬斯戰爭的序幕，哈馬斯發動阿克薩洪水行動，武裝分子從加沙地帶越境入侵以色列，並在「超新星住棚節音樂節」上進行了屠殺。當日的活動是一個露天迷幻出神節，恰逢猶太教住棚節，並在西部內蓋夫沙漠舉行，距加沙約5 km（3.1 mi），靠近雷姆基布茲。
盧克在墨西哥籍男友的陪同下參加了音樂節。紅色火箭警報拉響後襲擊開始。盧克與母親通電話，說沒有地方可以藏身，她會盡力找到一個。她其後不知所蹤。
屠殺發生後被上載到互聯網的一段影片顯示，盧克衣著不整，似乎不省人事，頭髮上沾滿血跡，其被哈馬斯武裝分子用腳抵住，他們開著一輛皮卡車將盧克放在皮卡車後方於加沙市街頭遊街示眾；他們高喊「真主至大」，汽車周圍的人群也加入歡呼，其中一些人向盧克吐口水。這段影片在互聯網瘋傳，成為以色列—哈馬斯戰爭的首批廣為流傳的影片之一。
據法新社採訪的安全專家稱，該影片的發佈以及其他展示死者或被綁架平民的影片，被認為是有意且高度精心策劃的宣傳行動，旨在引起民眾的「無助、麻痺和屈辱」情緒，這樣的材料在網絡上傳播會加劇哈馬斯所欲強調的敘述。儘管哈馬斯被Twitter視為恐怖組織而遭到禁止，但它一些的宣傳影片仍然在該平台上傳播，並經由其他平台再轉發。記者報導指稱，其中一個影片是顯示盧克的影片，以及其他與哈馬斯有關的內容，這促使歐洲聯盟委員會對Twitter的所有者埃隆·馬斯克提出警告，要求他不要允許非法內容的傳播，隨後，在10月12日，歐盟委員會啟動了一項調查，針對Twitter傳播「暴力和恐怖內容」以及其他形式的非法內容。在《紐約時報》的一篇專欄中，政治評論員紀思道討論了這個影片，作為解釋猶太社區在襲擊事件後經歷的創傷和憤怒之一個例子。評論家鮑比·戈什則指出，哈馬斯迅速釋放宣傳影片，希望在心理戰中率先取得優勢，然而，顯示盧克的影片並未使以色列社會感到氣餒，反而她在「被綁架者虐待的情況引起廣泛的憎恨和譴責，如果有什麼可說的，就是更加堅定了以色列尋求報復的決心。」

## 尋人
在早期的一些媒體報導中，有報導指盧克已經遇害，並且該影片顯示她無生命跡象。據《以色列時報》報導，「那時看來，盧克很可能已經不再活著。」她的母親，里卡達·盧克，向德國政府求助，其家人則相信盧克仍然生存。里卡達表示，她從加沙地帶的一位家庭朋友那裡得知消息，稱盧克正在加沙的一家醫院接受治療，因嚴重的頭部傷害而情況危急。稍後，人權觀察的報告指出，根據影片內容，家人相信盧克已經受到了嚴重的頭部傷害。此外，里卡達還收到一條銀行通知，顯示盧克的信用卡於10月8日在加沙的印尼醫院附近被使用。
接下來的幾週，盧克的朋友和家人參與了一場公開運動，影響以色列政府將在加沙進攻期間以解救人質視為最優先事項。10月13日，德國外交部長安娜琳娜·貝伯克在訪問以色列時，與包括里卡達的被綁架德國公民家屬進行會面。會面後，里卡達在新聞發佈會上表示，德國將提供支援給持有德國和以色列雙重國籍的人，德國政府「非常認真」並「正在努力尋找解決方案」。貝伯克表示，德國正在與「所有與哈馬斯有聯繫的各方進行溝通」，以傳達人質必須被釋放的訊息。包括盧卡家屬的被綁架德國公民家屬隨後在德國總理奧拉夫·舒爾茨於10月17日訪問以色列時與之見面。德國當局將盧克視為戰爭期間被綁架的8名德國國民之一。
2024年5月17日，以色列国防军士兵在加沙隧道中发现了盧克的遺骸。

## 確認死亡

### 發現頭骨碎片
10月30日，以色列和德國證實了盧克的死訊，其顳骨岩部部份碎片在音樂節現場被發現，並經法醫檢驗人員進行DNA驗證確定了她的身份。根據阿布卡比爾法醫研究所的說法，這塊骨頭的移位意味其人必死無疑。以色列認為她的屍體被運往加沙之前就已被殺害。《德國之聲》和其他新聞機構報導指出，她遺骸的其餘部分仍未找到。《焦點》根據新訊息，斷定盧克已在大屠殺中被殺。

### 斬首的虛假報道
以色列總統艾薩克·赫爾佐格告訴德國報章《圖片報》聲稱其遭哈馬斯「斬首」，他的發言人糾正其說法，稱赫爾佐格的意思是「她一大塊頭骨的發現，這一事實引發人們對她被斬首的擔憂。」無論如何，該假報道在社群媒體上傳播開來，並在幾位德國政界人士的聲明中重複出現。